# SpaceX Crew-6
SpaceX Crew-6 is de zesde reguliere vlucht onder NASA’s Commercial Crew-programma waarmee SpaceX vier ruimtevaarders naar en van het ISS vervoert. Het is tevens de zevende reguliere Crew Dragon-vlucht naar het ISS en de negende bemande Crew Dragon-vlucht. De vlucht draagt in contracten de juridische naam PCM-6 (Post Certification Mission 6).

## Bemanning
Stoel 3 was door NASA toegewezen aan Axiom Space in ruil voor een stoel die Axiom aan boord van Sojoez MS-18 afstond aan NASA. Het ruimteagentschap van de Verenigde Arabische Emiraten (UAESA) boekte die stoel voor Sultan Al Neyadi, de tweede ruimtevaarder namens de VAE na Hazza Al Mansouri die werd gelanceerd met Sojoez MS-15. 
| Positie          | Ruimtevaarder                                            |
| ---------------- | -------------------------------------------------------- |
| Gezagvoerder     | Stephen Bowen, NASA, 4e ruimtevlucht                     |
| Piloot           | Warren Hoburg, NASA 1e ruimtevlucht                      |
| Missiespecialist | Sultan Al Neyadi, UAESA via Axiom Space, 1e ruimtevlucht |
| Missiespecialist | Andrej Fedjajev, Roskosmos 1e ruimtevlucht               |

## Lancering
De eerste lanceerpoging op 27 februari werd afgeblazen toen het laden van de ontstekingsbrandstof (TEA/TEB) door een probleem in de grondsystemen niet goed verliep. Vervolgens werd SpaceX Crew-6 op 2 maart 2023 om 05:34 UTC succesvol gelanceerd als onderdeel van ISS-Expeditie 68 en 69.

## Landing
De Crew Dragon-ruimtecapsule met de vier astronauten landde op 4 september 2023 voor de kust van Jacksonville, Florida. De bemanning verbleef in totaal 186 dagen in een baan om de aarde.